# 新米爾霍羅德卡
47°58′53″N 35°39′26″E / 47.98139°N 35.65722°E
新米爾霍羅德卡（烏克蘭語：Новомиргородка）是位於烏克蘭東南部的村莊，由扎波羅熱州扎波羅熱区的米哈伊洛-盧卡舍韋市鎮負責管轄。該村處於索洛納河左岸，距離瓦西里基夫斯凯和安东尼夫卡1公里，面積0.825平方公里。